# Eibingen
Eibingen este cel mai mare cartier al orașului Rüdesheim am Rhein, cu circa 2.800 locuitori.
În aprilie 1939 a fost integrat în orașul Rüdesheim, împotriva voinței locuitorilor. Eibingen, unde există și un târg, este singurul cartier care are un consiliu comunal separat.